# Pedro de Dueñas
Pedro de Dueñas (Bujalance, ca. 1377 - Regne de Granada, 19 de maig de 1397) va ésser un frare franciscà, mort martiritzat a Granada mentre hi predicava amb el seu company Juan de Cetina. És venerat com a beat per l'Església catòlica.

## Biografia
Pedro de Dueñas havia nascut a Bujalance (província de Còrdova), fill d'Alonso de Dueñas i Isabel Sebastián. Com el seu pare, Pedro era camperol, fins que volgué, cap als divuit anys, fer vida religiosa i ingressà al convent de l'Orde dels Frares Menors de San Francisco del Monte, proper a Còrdova. Hi ingressà com a germà llec, destacant per la seva humilitat.
Va fer la professió com a frare i va conèixer el frare Juan de Cetina, que havia vingut al convent amb la intenció d'anar a predicar el cristianisme entre els musulmans del Regne de Granada. Pedro volgué acompanyar-lo, i tot i que la comunitat no volia que hi anés, per ésser massa jove i inexpert, acabà donant-li permís per acompanyar Juan de Cetina.

### Missió a Granada i mort
El 28 de gener de 1397 arribaren a Granada i començaren a predicar. El cadí de la ciutat els feu detenir i tractà de dissuadir-los, ja que, tot i que la pràctica del cristianisme era tolerada, només ho era a títol privat, i n'estava prohibida la predicació i el proselitisme. Continuaren predicant, però, i van ésser empresonats i condemnats a treballs forçats al camp, on van caure malalts. Quan el rei nazarí tornà a la ciutat, els frares van ésser portats a presència seva a l'Alhambra, que els feu torturar. El 19 de maig de 1397, aconsellat pels seus súbdits, el rei va degollar Juan de Cetina, pensant que el jove, sense el seu suport, renunciaria a la seva fe. Pedro, però, va preferir el martiri i fou mort.

## Veneració
Les restes mortals dels frares van ésser recollides pels cristians; uns mercaders catalans van portar-les a la Catedral de Vic, i altres van ésser enviades a Sevilla i Còrdova. Climent XII va aprovar-ne el culte el 29 d'agost de 1731.